# Aruns (filho de Tarquínio, o Soberbo)
Aruns foi o filho do meio de Tarquínio, o Soberbo, o último rei da Roma. Durante seu reinado de pai, acompanhou seu irmão mais velho Tito e seu primo Lúcio Júnio Bruto para  consultar a  Oráculo de Delfos para ter interpretado um presságio testemunhado pelo rei.   Em 509 a.C., na queda da monarquia, Aruns foi para o exílio em Cere com seu pai e seu irmão Tito.
Depois da falida Conspiração Tarquiniana em 509, Aruns tinha o comando da cavalaria etrusca na Batalha de  Silva Arsia.  A cavalaria primeiro se juntou a batalha e Aruns, tendo espionado de longe os lictores, e desse modo reconhecendo a presença de um cônsul, logo viu que seu primo Brutus estava no comando da cavalaria.  Os dois homens acusaram um ao outro, e lancearam um ao outro até a morte. Os romanos no final das contas reivindicaram a vitória na batalha.

## Árvore da família Tarquínio
- Stemma Tarquiniorum